# Léon Belly

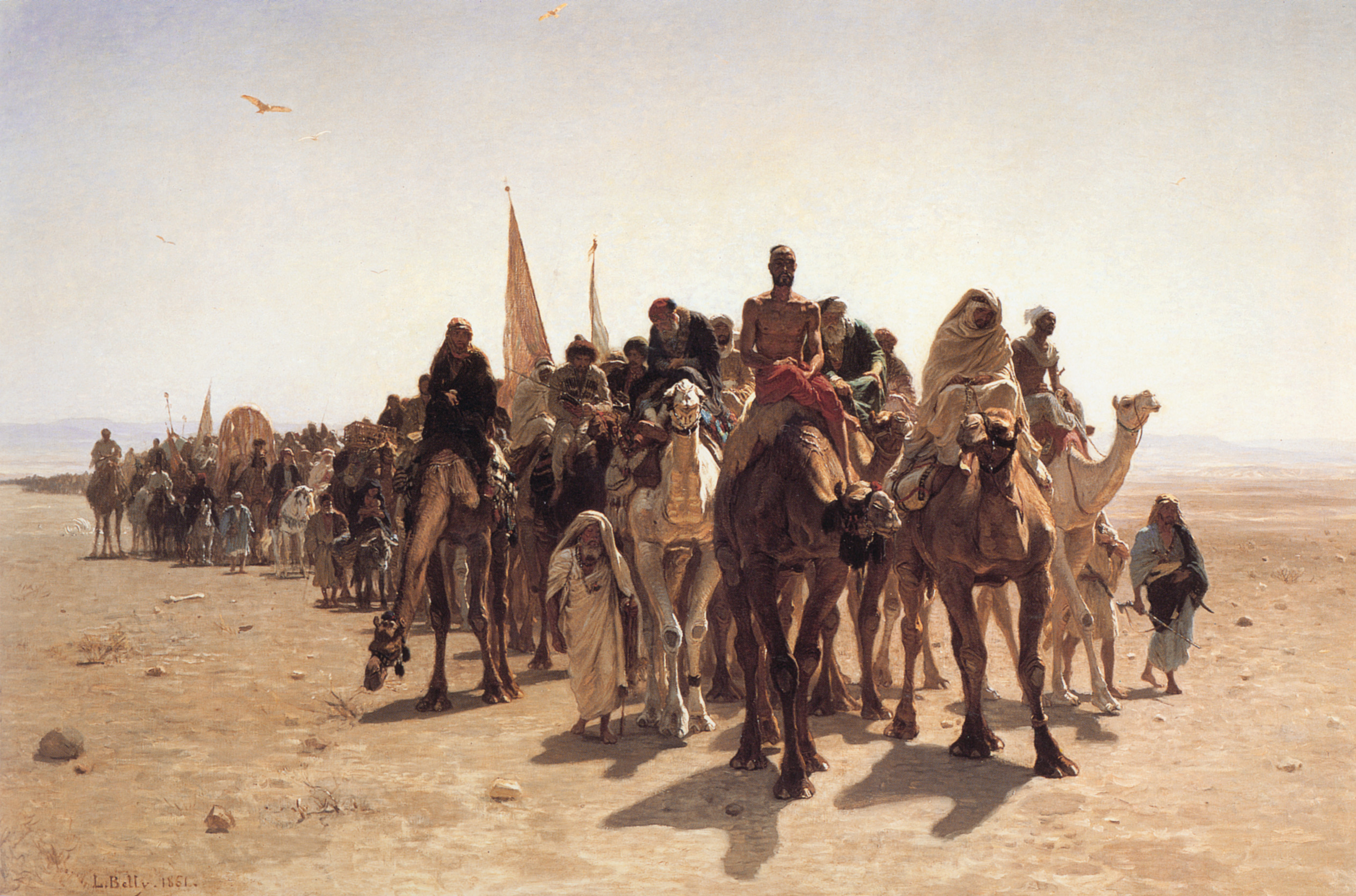
Pielgrzymi w drodze do Mekki, 1861

Léon Belly (ur. 1827 w Saint-Omer, zm. 1877 Paryżu) – francuski malarz orientalista.
Zdobył wykształcenie politechniczne, postanowił jednak zostać pejzażystą. Był uczniem Constanta Troyona i barbizończyków. W 1850 wyjechał na ekspedycję archeologiczną na Bliski Wschód, odwiedził Liban, Palestynę i Egipt. Od tej pory tworzył obrazy o tematyce orientalnej. Jego przyjaciółmi byli malarze Alexandre-Gabriel Decamps (1803-1860), Eugène Fromentin (1820-1876), Prosper Marilhat (1811-1847) i Adrien Dauzats (1804-1868).

## Wybrane prace
- La Citadelle De Mokatan, Prés Du Caire, 1856, (Musée d’Orsay)
- Digue au bord du Nil, 1859,
- Pèlerins allant à La Mecque, 1861, (Musée d’Orsay)
- Une rue du Caire, 1863,
- Les Sirènes, 1867 (Musée du Louvre)
- Esclave noir tirant une corde, 1858 (muzeum hotelu Sandelin, Saint-Omer)
- Plaine de Ghiseh, 1859
- Effet du soir dans le désert de Tyh,
- Bords du Nil,
- Sackies de la basse Égypte.